# ديتر ألتهاوس
ديتر ألتهاوس (بالألمانية: Dieter Althaus) (ولد 29 يونيو 1958 في هايلباد هايليغنشتات)، كان سياسي ألماني ينتمي إلى الاتحاد الديمقراطي المسيحي. شغل من الفترة 5 يونيو 2003 إلى 30 أكتوبر 2009 منصب رئيس وزراء ولاية تورينغن. من عام 2003 إلى عام 2004 كان الرئيس ال 58 للبوندسرات.

## روابط خارجية
- ديتر ألتهاوس على موقع IMDb (الإنجليزية)
- ديتر ألتهاوس على موقع مونزينجر (الألمانية)